# ザ・キャビンカンパニー
ザ・キャビンカンパニーは、阿部健太朗（あべけんたろう）、吉岡紗希（よしおかさき）の夫婦二人組による絵本作家兼芸術家ユニット。

## 概要
ともに大分県出身で1989年生まれ。大分大学教育福祉科学部卒業。2009年にユニットを結成し活動を開始した。由布市の廃校となった小学校をアトリエにして絵本や絵画、立体造形等を制作している。
2013年に『ボンボとヤージュ　-あついあつい島の冒険-』で第7回日本童画大賞準優秀賞受賞。2015年にデビュー作『だいおういかのいかたろう』（鈴木出版）で第20回日本絵本賞読者賞受賞。2018年に『しんごうきピコリ』（あかね書房）で第23回日本絵本賞読者賞受賞。
2015年にはJR九州のスタンプラリー企画「ブンゴ・アート・トレジャー」に参加。
大分県立美術館とJR大分駅による共同企画『OPAM at Platform of Oita Station』に参画し、2021年12月4日からJR大分駅3・4番線ホームの元喫煙スペースに作品『キメラブネ』を展示。SNSで話題となる。
2021年、あいみょんのツアーパンフレット『傷と悪魔と恋をした!』や、山田うんによる公演『オバケッタ』の舞台芸術なども手掛けている。
2023年に『がっこうにまにあわない』（あかね書房）で第28回日本絵本賞受賞、第4回「親子で読んでほしい絵本大賞」受賞。
2024年に『ゆうやけにとけていく』（小学館）で第29回日本絵本賞大賞、第71回産経児童出版文化賞産経新聞社賞受賞。

## 主な作品

### 絵本
- 『だいおういかのいかたろう』 - 2014年 鈴木出版[17]
- 『よるです』 - 2014年 偕成社 日本子どもの本研究会選定図書（2015）全国学校図書館協議会・選定図書（2015）[18]
- 『ほこほこのがっこう』 - 2015年 小学館[19]
- 『ハテナはかせのへんてこいきものずかん』 - 2015年 偕成社 全国学校図書館協議会・選定図書（2015）[20]
- 『はみがきあわこちゃん』 - 2015年 鈴木出版[21]
- 『ケチャップれっしゃ』 - 2016年 鈴木出版[22]
- 『くつしたしろくん』 - 2016年 鈴木出版[23]
- 『ひげらっぱ』
- 『にょっ！』
- 『しんごうきピコリ』
- 『おかしな？ハロウィン』
- 『あかんぼっかん』 - 2018年 偕成社 全国学校図書館協議会・選定図書（2018）[24]
- 『クリスマスげきじょう』
- 『オフロケット』
- 『おっぱいのたび』
- 『どうぶつパンパン』
- 『ポケモンのしま』
- 『おいらひょっとこ』
- 『ねんねこ』
- 『がっこうにまにあわない』

### その他
- ブンゴ・アート・トレジャー